# Уиндзорски договор
Уиндзорският договор е споразумение, подписано през 1386 г. при бракосъчетанието на Жуау I – първия крал на Португалия от Ависката династия, с Филипа Ланкастърска – дъщеря на Джон Гонт, в замъка Уиндзор.
То полага началото на съюз между Португалия и Англия (после Великобритания) – най-продължителния в историята на дипломацията, който се запазва до световните войни през ХХ век. Роденият от този брак Дуарте I получава името на дядото на Филипа – английския крал Едуард III.
В продължение на цялата си следваща история Португалия цени съюза с Англия в качеството му на противовес на засилването на съседна Испания, особено в годините на борбите на англичани и испанци за световно господство. Изключение са 60-годишният период на Испано-португалската уния, както и Наполеоновите войни (макар че дори тогава португалските монарси заобикалят континенталната блокада и търгуват с англичаните, а Жуау VI бяга в Бразилия под прикритието на британския флот).
По време на Втората световна война Уинстън Чърчил се договаря с Антониу ди Салазар за аренда на военната база на Азорските острови. Като основание за тази договореност в Британския парламент той се позовава на англо-португалския договор от 1373 г. Британците използват базата и по време на Фолкландската война (1982).
Великобритания обаче не поддържа португалците нито във войната за Гоа с Индия (1961 г.), нито в споровете за „розовата карта“ на Африка.